# Herbert Anderl
Herbert Anderl (* 27. März 1951 in Wien) war Generaldirektor für die öffentliche Sicherheit im Bundesministerium für Inneres und damit ranghöchster Beamter der österreichischen Sicherheitsverwaltung.

## Werdegang
Anderls Vater war von den 1950er bis in die 1970er Jahre Leitender Beamter („Polizeioffizier“) im Dienst der Bundespolizeidirektion Wien. Anderl absolvierte zunächst eine kaufmännische Lehre und arbeitete auch als kaufmännischer Angestellter in der Industrie, legte jedoch im Jahr 1970 im zweiten Bildungsweg die Matura ab. Danach begann er seine Tätigkeit beim damaligen Statistischen Zentralamt, der heutigen Statistik Austria. Ab 1975 war Anderl Offizier auf Zeit beim Bundesheer und absolvierte in dieser Zeit auch sein Studium der Rechtswissenschaften. Nach seiner Promotion zum Doktor juris trat er am 1. September 1981 in den Dienst der BPD Wien. Er versah seinen Dienst in den Polizeikommissariaten Liesing und Favoriten und wechselte 1984 in das Büro der Sicherheitsdirektion Wien, wo er zum stellvertretenden Leiter avancierte.
Mit 1. Oktober 1985 verließ Anderl vorerst die Polizei und wechselte zum Rechnungshof, wo er ab 1995 für die Leitung der Kontrolle der Landesverteidigung zuständig war. Im Jänner 2001 wurde er vom damaligen Innenminister Ernst Strasser in das Innenministerium (BM.I) berufen, wo ihm der Aufbau der Sicherheitsakademie (.SIAK), welche für die Ausbildung der Bediensteten der Polizei zuständig ist, übertragen wurde. Mit 1. Jänner 2003 wurde er, nach einer großen Reform der BM.I-Zentralstelle, Sektionsleiter-Stellvertreter und Bereichsleiter für die Abteilungen Personalangelegenheiten, Organisation und Verwaltungsreform sowie Budget und Controlling. Am 1. Jänner 2009 folgte er Erik Buxbaum als Generaldirektor für die öffentliche Sicherheit nach. Nachfolgend wurde Herbert Anderl am 5. Mai 2011 von Bundesministerin Johanna Mikl-Leitner das Große Goldene Ehrenzeichen für Verdienste um die Republik Österreich verliehen. Am 1. Jänner 2013 folgte ihm Konrad Kogler als neuer Generaldirektor für die öffentliche Sicherheit nach, Anderl wurde am 17. Dezember 2012 von Innenministerin Mikl-Leitner in den Ruhestand verabschiedet.
Für das Projekt "Moderne Polizei" kehrte Anderl im Jänner 2014 nach einem Jahr des Ruhestandes in das Innenministerium als Leiter eines Beirats zurück, der sich begleitend "um die Sorgen von Polizisten und Bürgern" kümmern soll.

## Privates
Anderl ist verheiratet und hat zwei Töchter.

## Auszeichnungen
- 2011: Großes Goldenes Ehrenzeichen für Verdienste um die Republik Österreich[5]
- 2012: Großes Verdienstkreuz des Österreichischen Bundesfeuerwehrverbandes
- 2012: Goldenes Komturkreuz des Ehrenzeichens für Verdienste um das Bundesland Niederösterreich